# Verein für Leibesübungen Wolfsburg 2023-2024
Questa pagina raccoglie i dati riguardanti il V.f.L. Wolfsburg nelle competizioni ufficiali della stagione 2023-2024.

## Stagione
La stagione 2023-24 è la 79ª nella storia del club e la sua 27ª stagione nella massima divisione tedesca. Essa ha visto il Wolfsburg partecipare alla Bundesliga, per la ventisettesima stagione consecutiva, e alla Coppa di Germania.
In Coppa di Germania, dopo aver vinto sul campo dei dilettanti del Makkabi Berlino (6-0) e superato in casa il RB Lipsia (1-0), viene eliminato negli ottavi di finale dal Borussia M'gladbach, perdendo l'incontro 1-0 dopo i tempi supplementari. 
Dal mese di dicembre fino a metà marzo, i Lupi raccolgono solo una vittoria, sei pareggi e sette sconfitte in campionato, che portano la squadra al quattordicesimo posto in classifica. Di conseguenza il 17 marzo 2024, a seguito di una serie di tre sconfitte consecutive, il club decide di sollevare dall'incarico il tecnico Niko Kovač e, poche ore dopo, nominare il l'austriaco Ralph Hasenhüttl nuovo tecnico.

## Divise e sponsor
| Casa | Trasferta |

## Rosa
Rosa e numerazione aggiornate al 23 agosto 2023.
| N. |                       | Ruolo | Calciatore         |
| -- | --------------------- | ----- | ------------------ |
| 1  | Belgio (bandiera)     | P     | Koen Casteels      |
| 2  | Germania (bandiera)   | D     | Kilian Fischer     |
| 3  | Belgio (bandiera)     | D     | Sebastiaan Bornauw |
| 4  | Francia (bandiera)    | D     | Maxence Lacroix    |
| 5  | Svizzera (bandiera)   | D     | Cédric Zesiger     |
| 6  | Belgio (bandiera)     | C     | Aster Vranckx      |
| 7  | Rep. Ceca (bandiera)  | A     | Václav Černý       |
| 8  | Francia (bandiera)    | D     | Nicolas Cozza      |
| 9  | Svezia (bandiera)     | A     | Amin Sarr          |
| 10 | Germania (bandiera)   | A     | Lukas Nmecha       |
| 11 | Portogallo (bandiera) | A     | Tiago Tomás        |
| 12 | Austria (bandiera)    | P     | Pavao Pervan       |
| 13 | Brasile (bandiera)    | D     | Rogério            |
| 16 | Polonia (bandiera)    | C     | Jakub Kamiński     |
| 17 | Germania (bandiera)   | A     | Maximilian Philipp |
| 17 | Germania (bandiera)   | A     | Kevin Behrens      |

| N. |                        | Ruolo | Calciatore        |
| -- | ---------------------- | ----- | ----------------- |
| 18 | Germania (bandiera)    | A     | Dženan Pejčinović |
| 19 | Croazia (bandiera)     | C     | Lovro Majer       |
| 20 | Germania (bandiera)    | C     | Ridle Baku        |
| 21 | Danimarca (bandiera)   | D     | Joakim Mæhle      |
| 23 | Danimarca (bandiera)   | A     | Jonas Wind        |
| 25 | Germania (bandiera)    | D     | Moritz Jenz       |
| 27 | Germania (bandiera)    | C     | Max Arnold        |
| 30 | Germania (bandiera)    | P     | Niklas Klinger    |
| 31 | Germania (bandiera)    | C     | Yannick Gerhardt  |
| 32 | Svezia (bandiera)      | C     | Mattias Svanberg  |
| 35 | Germania (bandiera)    | P     | Philipp Schulze   |
| 36 | Rep. Ceca (bandiera)   | C     | Lukáš Ambros      |
| 38 | Germania (bandiera)    | C     | Bennit Broger     |
| 39 | Austria (bandiera)     | C     | Patrick Wimmer    |
| 40 | Stati Uniti (bandiera) | D     | Kevin Paredes     |
| 42 | Germania (bandiera)    | D     | Felix Lange       |

## Calciomercato

### Sessione estiva
| Acquisti         | Acquisti                 | Acquisti         | Acquisti                   |
| R.               | Nome                     | da               | Modalità                   |
| ---------------- | ------------------------ | ---------------- | -------------------------- |
| C                | Lovro Majer              | Rennes           | definitivo (25 milioni €)  |
| C                | Joakim Mæhle             | Atalanta         | definitivo (12 milioni €)  |
| A                | Václav Černý             | Twente           | definitivo (8 milioni €)   |
| D                | Moritz Jenz              | Lorient          | definitivo (8 milioni €)   |
| A                | Tiago Tomás              | Sporting Lisbona | definitivo (8 milioni €)   |
| D                | Rogério                  | Sassuolo         | definitivo (5,5 milioni €) |
| D                | Cédric Zesiger           | Young Boys       | definitivo (5 milioni €)   |
| Altre operazioni |                          |                  |                            |
| R.               | Nome                     | da               | Modalità                   |
| C                | Aster Vranckx            | Milan            | fine prestito              |
| D                | Marin Pongračić          | Lecce            | fine prestito              |
| A                | Bartosz Białek           | Vitesse          | fine prestito              |
| A                | Maximilian Philipp       | Werder Brema     | fine prestito              |
| D                | Tim Siersleben           | Heidenheim       | fine prestito              |
| D                | Anselmo García MacNulty  | NAC Breda        | fine prestito              |
| A                | Ulysses Llanez           | St. Pölten       | fine prestito              |
| D                | Fabio Di Michele Sanchez | NAC Breda        | fine prestito              |
| C                | Laurenz Dehl             | Viktoria Berlino | fine prestito              |

| Cessioni         | Cessioni                 | Cessioni              | Cessioni                   |
| R.               | Nome                     | da                    | Modalità                   |
| ---------------- | ------------------------ | --------------------- | -------------------------- |
| D                | Micky van de Ven         | Tottenham             | definitivo (40 milioni €)  |
| C                | Felix Nmecha             | Borussia Dortmund     | definitivo (30 milioni €)  |
| D                | Marin Pongračić          | Lecce                 | definitivo (1,6 milioni €) |
| D                | Tim Siersleben           | Heidenheim            | definitivo (500 mila €)    |
| A                | Omar Marmoush            | Eintracht Francoforte | gratuito                   |
| D                | Paulo Otávio             | Al-Sadd               | gratuito                   |
| A                | Luca Waldschmidt         | Colonia               | prestito                   |
| A                | Maximilian Philipp       | Friburgo              | gratuito                   |
| A                | Bartosz Białek           | Eupen                 | prestito                   |
| C                | Josuha Guilavogui        |                       | svincolato                 |
| Altre operazioni |                          |                       |                            |
| R.               | Nome                     | da                    | Modalità                   |
| D                | Anselmo García MacNulty  | PEC Zwolle            | n.d.                       |
| D                | Fabio Di Michele Sanchez | Saarbrücken           | n.d.                       |
| A                | Hong Yun-sang            | Pohang Steelers       | fine prestito              |

### Sessione invernale
| Acquisti         | Acquisti      | Acquisti      | Acquisti |
| R.               | Nome          | da            | Modalità |
| ---------------- | ------------- | ------------- | -------- |
| A                | Kevin Behrens | Union Berlino | n.d.     |
| Altre operazioni |               |               |          |
| R.               | Nome          | da            | Modalità |

| Cessioni         | Cessioni      | Cessioni | Cessioni |
| R.               | Nome          | a        | Modalità |
| ---------------- | ------------- | -------- | -------- |
| D                | Nicolas Cozza | Nantes   | prestito |
| Altre operazioni |               |          |          |
| R.               | Nome          | da       | Modalità |

## Risultati

### Bundesliga

#### Girone di andata
| Arbitro: | Florian Badstübner (Norimberga) |

|              |           |  |
| Wind 6’, 27’ | Marcatori |  |

| Arbitro: | Jöllenbeck (Friburgo in Brisgovia) |

|                 |           |               |
| Waldschmidt 55’ | Marcatori | 62’, 72’ Wind |

| Arbitro: | Felix Zwayer (Berlino) |

|                                 |           |                 |
| Brooks 45+2’ Beier 60’ Skov 74’ | Marcatori | 36’ Tiago Tomás |

| Arbitro: | Felix Brych (Monaco di Baviera) |

|                    |           |            |
| Wind 12’ Mæhle 30’ | Marcatori | 28’ Gosens |

| Arbitro: | Sven Jablonski (Brema) |

|          |           |  |
| Reus 68’ | Marcatori |  |

| Arbitro: | Willenborg (Osnabrück) |

|               |           |  |
| Wind 31’, 84’ | Marcatori |  |

| Arbitro: | Siebert (Berlino) |

|                               |           |              |
| Guirassy 67’ (rig.), 78’, 81’ | Marcatori | 38’ Gerhardt |

| Arbitro: | Marco Fritz (Korb) |

|             |           |                           |
| Lacroix 41’ | Marcatori | 13’ Frimpong 62’ Grimaldo |

| Arbitro: | Schlager |

|                                         |           |                           |
| Tietz 17’ Bornauw 79’ (aut.) Engels 81’ | Marcatori | 35’ Wind 45’ (rig.) Majer |

| Arbitro: | Reichel (Stoccarda) |

|                       |           |                      |
| Černý 37’ Paredes 59’ | Marcatori | 7’ Ducksch 65’ Borré |

| Arbitro: | Zwayer (Berlino) |

|                                             |           |  |
| Čvančara 16’ Reitz 42’ Honorat 64’ Pléa 71’ | Marcatori |  |

| Arbitro: | Hartmann (Wangen im Allgäu) |

|                     |           |                |
| Wind 9’ Rogério 66’ | Marcatori | 52’ Y. Poulsen |

| Arbitro: | Schröder (Hannover) |

|                                            |           |                |
| Osterhage 19’ Bernardo 39’ Antwi-Adjei 87’ | Marcatori | 45+1’ Svanberg |

| Arbitro: | Fritz (Korb) |

|  |           |                 |
|  | Marcatori | 74’ Gregoritsch |

| Arbitro: | Hartmann (Wangen) |

|  |           |           |
|  | Marcatori | 63’ Majer |

| Arbitro: | Stegemann (Niederkassel) |

|              |           |                      |
| Arnold 45+1’ | Marcatori | 33’ Musiala 43’ Kane |

| Arbitro: | Ittrich (Amburgo) |

|            |           |           |
| Widmer 61’ | Marcatori | 12’ Černý |

#### Girone di ritorno
| Arbitro: | Gerach (Landau) |

|                   |           |          |
| Jenz 45+2’ (aut.) | Marcatori | 7’ Černý |

| Arbitro: | Storks (Ramsdorf) |

|             |           |            |
| Paredes 40’ | Marcatori | 38’ Alidou |

| Arbitro: | Badstübner (Norimberga) |

|                       |           |                     |
| Majer 58’, 70’ (rig.) | Marcatori | 6’ Beier 66’ Prömel |

| Arbitro: | Jöllenbeck (Friburgo in Brisgovia) |

|               |           |  |
| Doekhi 45+25’ | Marcatori |  |

| Arbitro: | Petersen (Stoccarda) |

|              |           |             |
| Gerhardt 63’ | Marcatori | 8’ Füllkrug |

| Arbitro: | Schlager (Hügelsheim) |

|                        |           |                        |
| Max 14’ Marmoush 90+2’ | Marcatori | 2’ Lacroix 36’ Behrens |

| Arbitro: | Brand (Unterspiesheim) |

|                         |           |                                       |
| Mæhle 50’ L. Nmecha 83’ | Marcatori | 14’, 54’ (rig.) Guirassy 78’ Vagnoman |

| Arbitro: | Siebert (Berlino) |

|                     |           |  |
| Tella 37’ Wirtz 86’ | Marcatori |  |

| Arbitro: | Gerach (Landau in der Pfalz) |

|           |           |                            |
| Wimmer 9’ | Marcatori | 45+2’ Maier 61’, 79’ Jakić |

| Arbitro: | Stegemann (Niederkassel) |

|  |           |                         |
|  | Marcatori | 45+4’ Lacroix 84’ Majer |

| Arbitro: | Dankert (Rostock) |

|         |           |                                   |
| Baku 7’ | Marcatori | 52’ Itakura 58’ Ngoumou 88’ Reitz |

| Arbitro: | Dingert (Lebecksmühle) |

|                               |           |  |
| Olmo 13’ Šeško 68’ Openda 82’ | Marcatori |  |

| Arbitro: | Reichel (Stoccarda) |

|          |           |  |
| Wind 43’ | Marcatori |  |

| Arbitro: | Willenborg (Osnabrück) |

|                    |           |                        |
| Bornauw 42’ (aut.) | Marcatori | 82’ Arnold 90’ Lacroix |

| Arbitro: | Hartmann (Wangen im Allgäu) |

|                                |           |  |
| Wimmer 8’ Wind 11’ Černý 90+3’ | Marcatori |  |

| Arbitro: | Dankert (Rostock) |

|                          |           |  |
| Zvonarek 4’ Goretzka 13’ | Marcatori |  |

| Arbitro: | Willenborg (Osnabrück) |

|                |           |                                         |
| K. Paredes 18’ | Marcatori | 24’ Gruda 72’ Van den Berg 85’ Burkardt |

### DFB-Pokal
| Arbitro: | Hussein (Bad Harzburg) |

|  |           |                                                                 |
|  | Marcatori | 8’ L. Nmecha 9’ Wind 54’, 89’ Tiago Tomás 57’ Gerhardt 79’ Baku |

| Arbitro: | Badstubner (Norimberga) |

|           |           |  |
| Černý 14’ | Marcatori |  |

| Arbitro: | Dankert (Rostock) |

|           |           |  |
| Koné 120’ | Marcatori |  |

## Statistiche finali

### Statistiche di squadra
| Competizione      | Punti | In casa | In casa | In casa | In casa | In casa | In casa | In trasferta | In trasferta | In trasferta | In trasferta | In trasferta | In trasferta | Totale | Totale | Totale | Totale | Totale | Totale | DR  |
| Competizione      | Punti | G       | V       | N       | P       | Gf      | Gs      | G            | V            | N            | P            | Gf           | Gs           | G      | V      | N      | P      | Gf     | Gs     | DR  |
| ----------------- | ----- | ------- | ------- | ------- | ------- | ------- | ------- | ------------ | ------------ | ------------ | ------------ | ------------ | ------------ | ------ | ------ | ------ | ------ | ------ | ------ | --- |
| Bundesliga        | 37    | 17      | 5       | 4       | 7       | 25      | 25      | 17           | 4            | 3            | 10           | 16           | 31           | 34     | 10     | 7      | 17     | 41     | 56     | -15 |
| Coppa di Germania | -     | 1       | 1       | 0       | 0       | 1       | 0       | 2            | 1            | 0            | 1            | 6            | 1            | 3      | 2      | 0      | 1      | 7      | 1      | +6  |
| Totale            | -     | 18      | 7       | 4       | 7       | 26      | 25      | 19           | 5            | 3            | 11           | 22           | 32           | 37     | 12     | 7      | 18     | 48     | 57     | -9  |

### Andamento in campionato
| Giornata  | 1 | 2 | 3 | 4 | 5 | 6 | 7 | 8 | 9 | 10 | 11 | 12 | 13 | 14 | 15 | 16 | 17 | 18 | 19 | 20 | 21 | 22 | 23 | 24 | 25 | 26 | 27 | 28 | 29 | 30 | 31 | 32 | 33 | 34 |
| --------- | - | - | - | - | - | - | - | - | - | -- | -- | -- | -- | -- | -- | -- | -- | -- | -- | -- | -- | -- | -- | -- | -- | -- | -- | -- | -- | -- | -- | -- | -- | -- |
| Luogo     | C | T | T | C | T | C | T | C | T | C  | T  | C  | T  | C  | T  | C  | T  | T  | C  | C  | T  | C  | T  | C  | T  | C  | T  | C  | T  | C  | T  | C  | T  | C  |
| Risultato | V | V | P | V | P | V | P | P | P | N  | P  | V  | P  | P  | V  | P  | N  | N  | N  | N  | P  | N  | N  | P  | P  | P  | V  | P  | P  | V  | V  | V  | P  | P  |
| Posizione | 4 | 4 | 7 | 6 | 7 | 7 | 7 | 9 | 9 | 9  | 11 | 8  | 11 | 11 | 9  | 10 | 11 | 11 | 11 | 11 | 12 | 12 | 13 | 13 | 13 | 14 | 14 | 14 | 14 | 13 | 12 | 12 | 12 | 12 |

Legenda:

Luogo: C = Casa; T = Trasferta. Risultato: V = Vittoria; N = Pareggio; P = Sconfitta.

### Statistiche dei giocatori
| Giocatore     | Bundesliga | Bundesliga | Bundesliga  | Bundesliga | Coppa di Germania | Coppa di Germania | Coppa di Germania | Coppa di Germania | Totale   | Totale | Totale      | Totale     |
| Giocatore     | Presenze   | Reti       | Ammonizioni | Espulsioni | Presenze          | Reti              | Ammonizioni       | Espulsioni        | Presenze | Reti   | Ammonizioni | Espulsioni |
| ------------- | ---------- | ---------- | ----------- | ---------- | ----------------- | ----------------- | ----------------- | ----------------- | -------- | ------ | ----------- | ---------- |
| K. Amoako     | 2          | 0          | 0           | 0          | 0                 | 0                 | 0                 | 0                 | 2        | 0      | 0           | 0          |
| M. Arnold     | 30         | 2          | 8           | 0          | 3                 | 0                 | 1                 | 0                 | 33       | 2      | 9           | 0          |
| R. Baku       | 33         | 1          | 4           | 0          | 3                 | 1                 | 1                 | 0                 | 36       | 2      | 5           | 0          |
| K. Behrens    | 13         | 1          | 1           | 0          | 0                 | 0                 | 0                 | 0                 | 13       | 1      | 1           | 0          |
| S. Bournauw   | 20         | 0          | 5           | 0          | 1                 | 0                 | 0                 | 0                 | 21       | 0      | 5           | 0          |
| B. Broger     | 1          | 0          | 0           | 0          | 0                 | 0                 | 0                 | 0                 | 1        | 0      | 0           | 0          |
| K. Casteels   | 25         | -39        | 2           | 0          | 2                 | -1                | 0                 | 0                 | 27       | -40    | 2           | 0          |
| V. Černý      | 22         | 4          | 1           | 0          | 3                 | 1                 | 0                 | 0                 | 25       | 5      | 1           | 0          |
| N. Cozza      | 6          | 0          | 1           | 0          | 1                 | 0                 | 0                 | 0                 | 7        | 0      | 1           | 0          |
| K. Fischer    | 6          | 0          | 1           | 0          | 0                 | 0                 | 0                 | 0                 | 6        | 0      | 1           | 0          |
| Y. Gerhardt   | 25         | 2          | 5           | 0          | 3                 | 1                 | 1                 | 0                 | 28       | 3      | 6           | 0          |
| M. Jenz       | 22         | 0          | 7           | 1          | 1                 | 0                 | 0                 | 0                 | 23       | 0      | 7           | 1          |
| J. Kamiński   | 16         | 0          | 0           | 0          | 2                 | 0                 | 0                 | 0                 | 18       | 0      | 0           | 0          |
| M. Lacroix    | 28         | 4          | 5           | 3          | 3                 | 0                 | 1                 | 0                 | 31       | 4      | 6           | 3          |
| L. Majer      | 32         | 5          | 5           | 0          | 2                 | 0                 | 0                 | 0                 | 34       | 5      | 5           | 0          |
| J. Mæhle      | 30         | 2          | 5           | 0          | 3                 | 0                 | 1                 | 0                 | 33       | 2      | 6           | 0          |
| L. Nmecha     | 3          | 1          | 0           | 0          | 1                 | 1                 | 0                 | 0                 | 4        | 2      | 0           | 0          |
| K. Paredes    | 28         | 3          | 4           | 0          | 1                 | 0                 | 1                 | 0                 | 29       | 3      | 5           | 0          |
| D. Pejčinović | 4          | 0          | 1           | 0          | 0                 | 0                 | 0                 | 0                 | 4        | 0      | 1           | 0          |
| P. Pervan     | 9          | -17        | 1           | 0          | 1                 | -0                | 1                 | 0                 | 10       | -17    | 2           | 0          |
| Rogério       | 13         | 1          | 0           | 0          | 2                 | 0                 | 0                 | 0                 | 15       | 1      | 0           | 0          |
| A. Sarr       | 14         | 0          | 0           | 0          | 0                 | 0                 | 0                 | 0                 | 14       | 0      | 0           | 0          |
| M. Svanberg   | 25         | 1          | 8           | 0          | 3                 | 0                 | 0                 | 0                 | 28       | 1      | 8           | 0          |
| T. Tomás      | 26         | 1          | 3           | 0          | 3                 | 2                 | 0                 | 0                 | 29       | 3      | 3           | 0          |
| P. Wimmer     | 14         | 2          | 3           | 1          | 1                 | 0                 | 0                 | 0                 | 15       | 2      | 3           | 1          |
| J. Wind       | 34         | 11         | 2           | 0          | 3                 | 0                 | 1                 | 0                 | 37       | 11     | 3           | 0          |
| A. Vranckx    | 24         | 0          | 6           | 0          | 2                 | 0                 | 0                 | 0                 | 26       | 0      | 6           | 0          |
| C. Zesiger    | 23         | 0          | 4           | 0          | 3                 | 0                 | 0                 | 0                 | 26       | 0      | 4           | 0          |